# Todes
Els todes (singular toda) són un poble de l'Índia a les muntanyes Nilgiris a Tamil Nadu.
Són descrits per Ochterlony com de bona altura, proporcionats i atlètics; vesteixen de manera peculiar portant els homes un amena de toga i les dones el mateix tipus de roba però cobrint més part. Són en general bruts i dropos. Practiquen la poliàndria i una dona es casa amb tots els germans d'una família; hi ha 3 dones per cada cinc homes. Beuen llet i mengen cereals. La seva llengua s'assemble a una barreja de tàmil i canarès però és considerat una llengua dravídica separada.
La seva religió adora als búfals i diverses deïtats de les quals la principal és Hiriadeva o deu del Ventre i deu de la cacera; creuen que a la mort l'anima va a Oru-norr o Am-norr (que vol dir "l'altre gran món")
Els seus poblats són anomenats mands o molts, cadascun format per unes cinc cases, de forma oval d'uns 3 metres d'altura i 5 de llarg per 3 d'ample; l'entrada està tancada per una sòlida llosa de fusta; l'interior està dividit en dues parts i no té obertures; generalment són construïdes de bambú; cada casa té una tanca de fusta. A un costat de la casa hi ha plataforma de pedra o rajola coberta de pells de búfal que s'utilitza per dormir. A l'altre costat és el lloc on es fa el foc i es cuina. L'estable serveix també de temple i té dues parts separades per taulons, estant una part dedicada a magatzem de llet i menjar.
El 1867 es van comptar 106 pobles o mands amb 704 persones. El 1871 els todes eren 693 i el 1881 eren 675. Actualment es calcula que són menys de mil segurament entre 700 i 800.